# Consetiella solida
Consetiella solida är en svampart som först beskrevs av Berk. & M.A. Curtis, och fick sitt nu gällande namn av Hol.-Jech. & Mercado 1982. Consetiella solida ingår i släktet Consetiella, divisionen sporsäcksvampar och riket svampar.   Inga underarter finns listade i Catalogue of Life.